# Nyomár, Borsod-Abaúj-Zemplén
Nyomár este un sat în districtul Edelény, județul Borsod-Abaúj-Zemplén, Ungaria, având o populație de 342 de locuitori (2011). 

## Demografie
Componența etnică a satului Nyomár
     Maghiari (100%)
Componența confesională a satului Nyomár
     Reformați (42,11%)
     Romano-catolici (34,5%)
     Greco-catolici (7,02%)
     Fără religie (1,75%)
     Ortodocși (1,17%)
     Necunoscută (13,45%)
Conform recensământului din 2011, satul Nyomár avea 342 de locuitori. Din punct de vedere etnic, majoritatea locuitorilor (100,0%) erau maghiari. Nu există o religie majoritară, locuitorii fiind reformați (42,11%), romano-catolici (34,5%), greco-catolici (7,02%), persoane fără religie (1,75%) și ortodocși (1,17%). Pentru 13,45% din locuitori nu este cunoscută apartenența confesională.